# Parectopa undosa
Parectopa undosa är en fjärilsart som först beskrevs av Walsingham 1897.  Parectopa undosa ingår i släktet Parectopa och familjen styltmalar.
Artens utbredningsområde är Haiti. Inga underarter finns listade i Catalogue of Life.